# Линдесбери (община)
Община Линдесбери (на шведски: Lindesbergs kommun) е разположена в лен Йоребру, централна Швеция с обща площ 1489 km2 и население 23 176 души (към 31 декември 2013). Административен център на община Линдесбери е едноименния град Линдесбери.